# 東尼·佩利斯
安東尼·理察·佩利斯（Anthony Richard Pulis，1958年1月16日—），生於威爾斯第三大城市紐波特，已退役威爾斯足球運動員，司職防守中場，於1981/82年球季來港加盟老牌球會愉園並成為球會史上首批聘用的外援球員之一而他當季更為愉園獲得聯賽亞軍，他退役後擔任領隊以運用有限資源而能取得卓越成績而著稱，在領隊生涯中執教的球隊更從未有降班的紀錄，惟有時被批評戰術過於保守而他亦曾對此作出辯護。

## 球員生涯
佩利斯生於威爾斯第三大城市紐波特，出身自布里斯托流浪，以截擊力量見稱，年僅23歲已為球隊主力之一，並上陣近百場賽事。
1981/82年球季，愉園透過前寶路華名教練韋利在英格蘭的關係，邀請只有22歲的佩利斯，與前屈福特門將布林利兩人來港加盟當時仍在頂級聯賽角逐的老牌球會愉園，並成為球會史上首批聘用的外援球員之一。不過佩利斯來港時的航機遇上機件故障，被迫中途維修，因而延後至球季展開後的9月23日才抵港。到港後便馬上趕赴香港足總，即日成為愉園的註冊球員，簽約一年（當年香港媒體給他的譯名為布力士）。
加盟後，佩利斯於10月6日的首場正式比賽便要對當時的班霸南華，而佩利斯亦以正選身份替球會上陣，協助當時被媒體評為鋒力不足的愉園在1萬4千餘名球迷面前以2–0擊敗南華。不過由於佩利斯來港前膝部曾經受傷，當賽畢南華一戰後，便因觸傷舊患而要避戰對海蜂的賽事；對罷荃灣及東方後又累積傷勢，又要避戰12月18日對加山的賽事。
在香港生活的7至8個月裡，佩利斯與隊友們為愉園打拚，最終獲得聯賽亞軍。
直到1982年6月5日，佩利斯獲布里斯托流浪邀請加盟任球員兼助教，加上他結婚在即，因此與愉園提前解約，返回英格蘭繼續他精彩的職業生涯。雖然如此，佩利斯在1981/82年球季仍為愉園上陣13場比賽，直到他效力般尼茅夫成為球員兼教練。他共為般尼茅夫上陣16場及射入1球。他其後擔任哈利列納的助理領隊至退役，之後擔任領隊。

## 領隊生涯
佩利斯年僅19歲已取得英格蘭足球總會教練牌照，繼後於21歲之齡考取歐洲足協A級教練牌照，為取得這項專業資格最年青的職業球員之一。
在般尼茅夫時，他開始其教練事業，最初已擔任球員兼教練的工作，其後擔任哈利列納的助理領隊。
直到於1992年，由於領隊哈利列納決定離隊轉投英超球會西布朗，佩利斯獲提升成為領隊執掌般尼茅夫帥印。
他在般尼茅夫擔任了兩年領隊後離隊轉投基寧咸，任教四年。在首年即將基寧咸由一支在谷底掙扎的球隊打造成爭標份子，為球隊最終歷來首次升上英甲建立穩固的基石。
1995/96年球季，他帶領基寧咸獲得英格蘭丙組第四級聯賽亞軍升班到英格蘭乙組第三級聯賽，他於2006年接手史篤城，並在2007/08年球季帶領球會取得英冠亞軍，得以升班英超，而在2008/09年球季亦成功護級。他於2013年11月23日接手11輪僅取4分排名墊底的英超球會水晶宮，隨後帶領水晶宮強勢反彈，以球隊在英超歷史上最好的成績第11名結束賽季，而佩利斯亦在2013/14球季順利當選為英超最佳領隊。
2014年8月14日，英超開鑼日前兩日佩利斯為爭取更大收購球員自主權，與球會主席史提夫開會，結果不歡而散令雙方協議提前解約。
在2015年1月1日，佩利斯同意接手執教英超球會西布朗簽約兩年半，期間達至執教超過1000場英格蘭職業聯賽並且取得相當不俗的成績。
2017年12月底，被當季成績差勁的西布朗解僱後1個多月，佩利斯擔任英冠球隊米杜士堡領隊一職。在米杜士堡經歷超過1個多球季，球隊在英冠聯賽分別取得第5及第7位。
2020年11月，佩利斯加盟正位於聯賽榜末的英冠球隊謝週三出任領隊。

## 個人生活
佩利斯於2017年7月領西布朗來港參與英超亞洲挑戰盃，期間接受本地電視台專訪時指當年效力愉園時隊隊友對他很好，而且亦很享受香港生活，當年隊長梁帥榮與班主曾宴請他與妻子到香港仔家吃晚飯及欣賞農歷新年的煙花，感受新春喜慶氣氛。
佩利斯揸筷子的能力很好，平時很喜歡吃中國菜，也喜歡吃中國點心如蝦餃及燒賣等。
在很長的時間裡，他每年第一張聖誕卡都是由愉園寄出的，雖然佩利斯在香港逗留7至8個月後便返回英國，不過他一直與香港聯絡最多的並不是愉園的隊友，反而是過去效力般尼茅夫期間與他共事過短時間的東尼施利。

## 榮譽

### 球員年代
愉園
- 香港甲組足球聯賽亞軍：（1981–82季度）

般尼茅夫
- 英格蘭丙級聯賽（英语：Football League Third Division）(第3級)冠軍：（1986–87季度）

### 教練年代
基寧咸
- 英格蘭丙級聯賽（英语：Football League Third Division）(第4級)亞軍：（1995–96季度）
- 英格蘭乙組聯賽(第3級)亞軍：（1999）

史篤城
- 英格蘭冠軍聯賽亞軍：（2007–08季度）
- 英格蘭足總盃亞軍：（2011年）

### 個人榮譽
- 英格蘭第三級聯賽年度最佳領隊：（1995–96季度）
- 英超四月最佳領隊：（2014）
- 英超年度最佳領隊：（2013–14季度）
- 歸入英格蘭足球聯賽領隊協會名人堂：2016/17年

## 外部連結
- 足球資料庫：Tony Pulis的領隊統計數據